# Agrias annae
Agrias annae är en fjärilsart som beskrevs av Biedermann 1933. Agrias annae ingår i släktet Agrias och familjen praktfjärilar. Inga underarter finns listade i Catalogue of Life.